# VEB Sachsenring
A VEB Sachsenring Automobilwerke Zwickau egy német autógyártó, amely az NDK-ban létezett. Az állami tulajdonú vállalat (VEB) az 1950-es években alakult meg.

## Története
1945-től Németország ipara kettészakadt. Nyugaton maradtak az erősen iparosodott vidékek, míg keleten maradt néhány gépjárműgyártó központ, mint az 1932-es alapítású Auto Union (Chemnitz-i székhellyel), a DKW (Zschopau), a Horch (Zwickau) és a Wanderer (Chemnitz), ezenkívül ott vont a BMW alüzeme Eisenachban és még néhány haszongépjármű gyár. A kettészakadt ipar miatt azonban hiány volt a beszállítók terén. Ilyen körülmények között indultak meg szovjet nyomásra az erőszakos államosítások. Ennek során sok gyártulajdonost és szakértőt távozásra kényszerítettek, akik sok esetben nyugatra menekültek.
A győztes nyugati hatalmakkal ellentétben a Szovjetunió kitartott a beígért jóvátétel behajtása mellett. Egész gyárak gépparkját szállítottak a Szovjetunióba, gyakran úgy, hogy soha többé nem kerültek használatba. Hogy ebben a helyzetben mentsék amit lehet, a német kormányzat már 1946-ban létrehozta az IFA-t (Industerieverband Fahrzeugbau - Gépjárműgyártó Iparigazgatóság). A cég égisze alatt egyesítették a keletnémet autóipart beszállítónként felosztva.
A személyautógyártás Eisenachban és Zwickauban folyt.
Ahogy fentebb elhangzott, Zwickau az egykori Horch gyár és az AWZ, az egykori Audi gyár központja volt. A Horch gyár utóda a VEB Sachsenring Kraftzeug und Motorwerke volt.
A két gyár fúziójából jött létre 1958 május 1-jén a VEB Sachsenring Automobilwerkbau Zwickau. A név később VEB Sachsenring Automobilwerke Zwickau-ra változott és 1989-ig így is maradt. Ekkor a gyárat privatizálták (a Volkswagen vette meg) és Sachsenring Gmbh-ra keresztelték.
A gyár(ak) nevében a VEB a "Volkseigener Betrieb = népi tulajdonú üzem" röbidítése. A későbbi Gmbh jelölés a Kft német rövidítése.